# Mednarodna hokejska zveza
Mednarodna hokejska zveza (kratica IIHF - International Ice Hockey Federation) je mednarodno krovno telo hokeja na ledu, ki je bila ustanovljena leta 1908 v Parizu pod imenom Ligue Internationale de Hockey sur Glace (LIHG) in, ki danes združuje 64 nacionalnih hokejskih zvez.

## Zgodovina

### Ustanovitev
Idejni »oče« mednarodne hokejske zveze je bil francoski novinar Louis Magnus. Skupaj z delegati iz Francije, Belgije, Švice in Združenega kraljestva so ustanovili Ligue Internationale de Hockey sur Glace in sestavili pravilnik igre in tekmovanj. Državne reprezentance članic LIHG naj bi se odtlej vsako leto pomerile na evropskem prvenstvu, ki se je prvič odvilo med 10. in 12. januarjem 1910. Na njem je poleg ustanovnih članic (razen Švice, ki se ga ni udeležila), sodelovala še ekipa Nemčije.

### Olimpijski šport in svetovna prvenstva
Prvič je hokej na ledu postal olimpijski šport na Poletnih olimpijskih igrah leta 1920 v Antwerpnu. Takrat je bil na tej olimpijadi organiziran turnir hokeja na ledu, v katerem so prvič v zgodovini obstoja mednarodne hokejske zveze sodelovale tudi države izven Evrope. Na turnirju sta namreč sodelovali reprezentanci Kanade in ZDA, ki sta med turnirjem tudi uradno postali članici zveze. Na kongresu zveze v Antwerpnu leta 1923 je zveza sprejela odločitev, da bodo olimpijske igre od leta 1924 štele tudi za svetovno prvenstvo, na katerem je nato zmagala reprezentanca Kanade.
Istega leta se je v zvezo, po izključitvi leta 1920, vrnila Avstrija. Nemčije, ki so jo iz zveze izključili skupaj z Avstrijo, zaradi začetka prve svetovne vojne pa tega leta zveza ni sprejela nazaj pod svoje okrilje. V znak protesta je iz zveze leta 1923 izstopila Švedska, ki se je zvezi spet priključila šele ob vrnitvi Nemčije, leta 1925. Leta 1923 so se zvezi pridružile Romunija, Španija in Italija, leta 1926 Poljska, leta 1927 Madžarska, leta 1928 pa še Finska.
Leta 1929 so se na kongresu v Budimpešti odločili, da bo od leta 1930 naprej svetovno prvenstvo potekalo vsako leto, znotraj njega pa bi se odvijalo tudi evropsko prvenstvo. Prvo svetovno prvenstvo je sicer doživelo polom, ko se je pred končnico tekmovanja v Chamonixu, kjer je potekalo, stopil naravni led, na katerem so potekale tekme. Odločilne tekme so zato morali prestaviti na Dunaj in v Berlin. Na prvenstvu je zmagala reprezentanca Kanade, ki je pred tem zmagala že na treh prejšnjih prvenstvih in nato zmagala še na dveh naslednjih.
Leta 1931 je v zvezo vstopila Latvija. Na svetovnem prvenstvu v Pragi, leta 1933 so tekme prvič v zgodovini potekale na umetno izdelanem ledu, na tem prvenstvu pa je prvič po šestih letih, od kar so svetovna prvenstva obstajala, zmagala reprezentanca ZDA.
Leta 1935 sta v zvezo vstopili Nizozemska in Norveška, ki sta nato sodelovali tudi leta 1936 na olimpijskem turnirju, ko je na njem nastopilo rekordnih 15 ekip, presenetljivo pa je zmagalo Združeno kraljestvo. Na isti olimpijadi so sprejeli odločitev, da bodo odtlej svetovna prvenstva potekala le še na umetnem ledu. Novost je bila tudi odločitev, da se bodo evropska prvenstva nadaljevala vsako leto in bodo štela za svetovno prvenstvo le, če bo na njih sodelovala vsaj ena neevropska reprezentanca. Olimpijski turnirji naj bi ostali hkrati tudi svetovna prvenstva.
Leta 1937 se je zvezi pridružila Estonija in do danes edina afriška država, Južnoafriška republika, naslednje leto pa jima je sledila Litva in leto kasneje Jugoslavija. Zaradi odločitve o svetovnih prvenstvih samo znotraj olimpijskih iger je bilo zadnje prvenstvo odigrano leta 1936, nato pa do konca druge svetovne vojne svetovnih prvenstev ni bilo.
Naslednji kongres članov LIHG je bil 27. aprila 1946 v Bruslju. Na kongresu so iz zveze izključili Nemčijo in Japonsko (Avstrija je status članice izgubila že po spojitvi z Nemčijo, leta 1939 in je postala članica spet šele po tem, ko so državo spet uradno priznali), članstvo pa so, zaradi sovjetske aneksije, odvzeli tudi vsem trem Baltskim državam. Na kongresu so sprejeli eno novo članico, Dansko.
Prvo svetovno prvenstvo po končani vojni je bilo februarja 1947 v Pragi, na njem pa je ob odsotnosti Kanade zmagala Češkoslovaška reprezentanca. Po prvenstvu je s položaja predsednika zveze odstopil Paul Loicq, ki je položaj zasedal celih 25 let. Novi predsednik je postal bivši švicarski reprezentant, Dr. Fritz Kraatz.

### Težave na OI 1948
Resne težave so se pojavile na Olimpijskih igrah v St. Moritzu leta 1948, ko so za krizo v zvezi poskrbele ZDA, ki so na olimpijado poslale kar dve ekipi, moštvo zvezi pridružene Amaterske hokejske zveze ZDA (Amateur Hockey Association of the United States - AHAUS) in moštvo, ki ga je priznaval ameriški olimpijski komite, ekipo Amaterske hokejske zveze (Amateur Hockey Association - AAU). Mednarodna hokejska zveza se je odločila, da bo za svetovno prvenstvo priznala le rezultate moštva, vključenega vanjo, kar je vodilo v grožnjo z bojkotom, ki jo je sprožil ameriški olimpijski komite. Na srečo se nobeno ameriško moštvo ni uvrstilo v zaključni del turnirja, kar je pomirilo strasti in rešilo situacijo.
Zaradi nastale situacije je bil na kongresu, ki je sledil olimpijadi, dr. Kraatz zamenjan. Njegov naslednik je postal kanadčan George Hardy. Njegov mandat je trajal le tri leta, nakar ga je na predsedniškem položaju spet zamenjal dr. Kraatz. V času njegovega drugega mandata (1951–1954) sta bili v zvezo ponovno sprejeti Nemčija in Japonska, kmalu za njima pa še Sovjetska zveza. Leta 1951 se je svetovno prvenstvo tudi razdelilo na dve skupini, glede na kakovost ekip. Skupina A je imela vsakoletna svetovna prvenstva, skupina B pa ne, ker na turnir ni bilo vedno prijavljenih dovolj ekip.

### Prevlada SZ v svetovnem hokeju
Že na prvem turnirju, ki se ga je udeležila reprezentanca Sovjetske zveze, leta 1954 v Stockholmu je ta reprezentanca postala nov svetovni prvak. Leta 1956 je bila v zvezo sprejeta še Nemška demokratična republika, tako, da je zveza dobrih deset let štela 25 članic. SZ je bila od leta 1963 do 1991 daleč najuspešnejša ekipa, saj je prav vsakič stala na stopničkah, zmago pa je tekmecem vsega skupaj prepustila le šestkrat.

### Delitev
Po svetovnem prvenstvu leta 1961 se je zveza odločila za delitev na več skupin, glede na kakovost ekip. Ustanovila je skupine A, B in C, tako da so bila v skupini A najboljša moštva, v skupini C pa najslabša. Po vsakem svetovnem prvenstu bi najslabši iz višje skupine padel v nižjo, najboljši iz nižje pa v višjo. Leta 1987 so zaradi širitve zveze, dodali skupinam še skupino D in taka rezdelitev ostaja do danes.
Nova širitev zveze se je sicer zgodila šele leta 1963, ko je vanjo vstopila Ljudska republika Kitajska, leto za njo pa še obe Koreji in Bolgarija.
Velika popularnost hokeja na ledu je vodila k širjenju tekmovalnega koledarja. Leta 1965 je nemški delegat dr. Günther Sabetzki predlaga, da po vzoru Svetovne nogometne in Svetovne rokometne zveze tudi v hokeju organizirajo še evropski pokal pokalnih zmagovalcev. Ideja je bila podprta, vendar pa se tovrstna tekmovanja med publiko niso preveč priljubila.

### Obdobje »Sabetzki«
dr. Günther Sabetzki je kasneje postal predsednik zveze in se v zgodovino zapisal kot eden njenih ključnih ljudi. Ustvaril je namreč dotlej najbolj uspešno obdobje v zgodovini hokeja in v njem močno izboljšal predvsem standard in organizacijo. Njegov prispevek je bil ključen tudi v trenutku razkola v reprezentanci Kanade, ki od leta 1970 ni več nastopala na svetovnih prvenstvih, ker ji niso dovolili, da v ekipo vključi tudi profesionalne igralce iz klubov lige NHL, ki se niso uvrstili v finalne boje za Stanleyjev pokal. Sabetzki se je s Kanadčani dogovoril, da bodo v moštvo smeli vključiti tudi igralce profesionalne lige NHL in da bo prvenstvo na koledarju čim kasneje, tako da se ga bodo ti posamezniki lahko udeležili. Pogoj, ki ga je postavi pa je bil, da morajo Kanadčani in Američani redno igrati na prvenstvih, a nikoli ne bodo dobili možnost organizacije svetovnega prvenstva. Temu dogovoru je bilo dodano še eno tekmovanje, ki se je odvijalo vsaka štiri leta in se je do leta 1996 imenovalo »Kanadski pokal« (»Canada Cup«). Tega tekmovanja so se lahko udeležili Američani, Kanadčani in štiri najboljše evropske reprezentance s svetovnega prvenstva. Leta 1996 se je tekmovanje preimenovalo v »Svetovni pokal« (»World Cup«).

### Zadnje širitve
Zveza se je dodatno širila še v osemdesetih letih 20. stoletja, po razpadu Sovjetske zveze, Jugoslavije in Češkoslovaške v devetdesetih pa še enkrat v velikem obsegu. Avtomatsko priznane so dobile bivše članice SZ; Rusija, Ukrajina, Belorusija, Azerbajdžan Kazahstan ter Litva, Latvija in Estonija. Avtomatsko priznanje so dobile tudi zveze bivše Jugoslavije; Slovenija, Hrvaška in Srbija, Makedonija pa se je zvezi priključila šele leta 2003.
Tudi slovaška in Češka sta od leta 1992 samostojni članici IIHF.
Ostale članice, ki so se zvezi pridružile pred kratkim so: Grčija (1987), Islandija (1992), Andora (1995), Irska (1997), Brazilija (1984), Mehika (1985), Kuvajt (1986), Izrael (1991), Turčija (1991), Tajvan (1983), Hongkong (1983), Tajska (1989), Indija (1989), Singapur (1996). Argentina in Namibija sta se zvezi pridružili leta 1998, Makedonija in Lihtenštajn leta 2003, zadnja pridružena članica pa je postal Macau, leta 2006.

## Dosedanji predsedniki
- 1908-1912 - Louis Magnus (Francija)
- 1912-1914 - Henri van den Bulcke (Belgija)
- 1914 - Peter Patton (Velika Britanija)
- 1914 - Louis Magnus (Francija)
- 1914-1920 - Henri van den Bulcke (Belgija)
- 1920-1922 - Max Sillig (Švica)
- 1922-1947 - Paul Loicq (Belgija)
- 1947-1948 - dr. Fritz Kraatz (Švica)
- 1948-1951 - George Hardy (Kanada)
- 1951-1954 - dr. Fritz Kraatz (Švica)
- 1954-1957 - Walter Brown (ZDA)
- 1957-1960 - John Francis Ahearne (Velika Britanija)
- 1960-1963 - Robert Le Bel (Kanada)
- 1963-1966 - John Francis Ahearne (Velika Britanija)
- 1966-1969 - Thayer Tutt (ZDA)
- 1969-1975 - John Francis Ahearne (Velika Britanija)
- 1975-1994 - dr. Günther Sabetzki (Nemčija)
- 1994-danes - René Fasel (Švica)

## IIHF danes
Zveza ima danes sedež v Zürichu v Švici, vodstvo pa sestavljajo:
- Predsednik: René Fasel (Švica)
- Častni predsednik: Miro Subrt (Češka)
- Generalni sekretar: Horst Lichtner (Nemčija)
- Podpredsednik: Šoiči Tomita (Japonska)
- Podpredsednik: Walther Bush (ZDA)
- Podpredsednik: Kalervo Kummola (Finska)
- Blagajnik: Hans Dobida (Avstrija)
- Člani predsedstva:
  - Frederick Meredith (Velika Britanija)
  - Murray Costello (Kanada)
  - Aleksander Steblin (Rusija)
  - Ernest Aljančič mlajši (Slovenija)
  - Frank Gonzales (Španija)
  - Juraj Široki (Slovaška)
  - Doris Högne (Švedska)
  - Beate Grupp (Nemčija)